# Barbara Good
Barbara J. Good (* um 1920) war eine irische Badmintonspielerin. Ihre Eltern, Ada und Thomas D. Good, waren ebenfalls erfolgreiche Badmintonspieler.

## Karriere
Barbara Good gewann 1948 ihre ersten nationalen Titel in Irland. Bis 1954 war sie insgesamt neun Mal erfolgreich. 1952 siegte sie bei den Irish Open.

## Sportliche Erfolge
| Saison | Veranstaltung                 | Disziplin   | Platz | Name                          |
| ------ | ----------------------------- | ----------- | ----- | ----------------------------- |
| 1948   | Irish Open                    | Damendoppel | 1     | Nora Conway / Barbara Good    |
| 1948   | Irland: Einzelmeisterschaften | Dameneinzel | 1     | Barbara Good                  |
| 1948   | Irland: Einzelmeisterschaften | Damendoppel | 1     | Nora Conway / Barbara Good    |
| 1949   | Irland: Einzelmeisterschaften | Mixed       | 1     | Jim FitzGibbon / Barbara Good |
| 1949   | Irland: Einzelmeisterschaften | Dameneinzel | 1     | Barbara Good                  |
| 1949   | Irland: Einzelmeisterschaften | Damendoppel | 1     | Nora Conway / Barbara Good    |
| 1950   | Irland: Einzelmeisterschaften | Damendoppel | 1     | Nora Conway / Barbara Good    |
| 1951   | Irland: Einzelmeisterschaften | Damendoppel | 1     | Nora Conway / Barbara Good    |
| 1952   | Irish Open                    | Damendoppel | 1     | Jean Lawless / Barbara Good   |
| 1952   | Irland: Einzelmeisterschaften | Damendoppel | 1     | Nora Conway / Barbara Good    |
| 1954   | Irland: Einzelmeisterschaften | Mixed       | 1     | Jim FitzGibbon / Barbara Good |